# إيفان براون (متزلج جماعي)
إيفان براون (بالإنجليزية: Ivan Brown)‏ هو متزلج جماعي أمريكي، ولد في 17 أبريل 1908 في مقاطعة إيسيكس في الولايات المتحدة، وتوفي في 22 مايو 1963 في هارتفورد في الولايات المتحدة.

## وصلات خارجية
- إيفان براون على موقع أوليمبيديا (الإنجليزية)